# Понс (граф Триполи)
Понс Триполитанский (фр. Pons; ок. 1098 — ум. 25 марта 1137) — граф Триполи с 1112 года. Сын графа Тулузы Бертрана и внук одного из предводителей Первого крестового похода Раймунда де Сен-Жиля.
Понс стал графом в юные годы. Под руководством советников он отказался от враждебной политики по отношению к князьям Антиохии, характеризовавшей правление его отца и деда. Понс расширил контролируемые графами Триполи территории в долину верхнего Оронта. Построив замок Монферран, он в 1126 году захватил Рафанию, имевшую стратегически важное расположение. Понс чаще всего подчинялся королям Иерусалима, но в 1122 году он отказался от присяги королю Балдуину II, а в 1131 году запретил проход через свои земли в Антиохию армии короля Фулька. В последние годы правления Понса увеличилось количество вторжений мусульман в графство. В 1137 году его армия потерпела поражение от армии Дамаска; 25 марта 1137 года Понс был убит. Ему наследовал сын Раймунд II. В правление Понса графство Триполи сформировалось как отдельное государство крестоносцев.

## Происхождение
Будущий граф Понс был сыном графа Тулузы Бертрана. Последний был старшим сыном своего отца, графа Раймунда IV, однако ввиду близкородственного (по мнению церкви) и расторгнутого брака считался незаконнорождённым и обладал невысокой легитимностью как наследник.
Личность матери графа остаётся неопределённой. Историки и хронисты рассматривали несколько версий. Лишь два хрониста писали о матери Понса: Ордерик Виталий и Вильям Мальмсберийский. Их сведения противоречат друг другу. По словам К. Льюиса, нет каких-то свидетельств того, что одна из версий более правдива, чем другая.
- Согласно Ордерику, матерью Понса была Елена[англ.], дочь герцога Бургундии Оттона I[4]. Альберт Аахенский писал, что Понс унаследовал Триполи от родителей после смерти отца. Это, по предположению Льюиса, говорит о том, что на тот момент мать Понса, которую Альберт называет Эли, была жива. Льюис называет это сообщение сомнительным и отмечает, что хотя в дальнейшем Эли вышла замуж и родила немало детей, нет никаких свидетельств контактов Понса с ними. По его мнению, нет оснований полагать, что Бертран когда-либо был женат на Эли и что она была матерью Понса[3]. По мнению Льюиса, в пользу версии, что мать Понса была из Ломбардии, может говорить поддержка, которую в ходе Норвежского крестового похода Бертран смог найти в Пизе. Вероятно, жена ломбардка была с ним, и матерью Понса в таком случае была именно она[3].
- Согласно Вильяму Мальмсберийскому, матерью Понса была племянница Матильды Тосканской, союз с которой должен был обезопасить восточную границу Тулузского графства. Имени девушки Вильям не называл[3]. По мнению К. Льюиса, Бертран мог жениться на племяннице Матильды не из-за своих восточных границ, а для упрочения союза против императора Генриха IV. В таком случае, действительно, брак Бертрана с Еленой Бургундской кажется менее вероятным[5].

В попытках согласовать обе версии высказывались предположения, что у Бертрана было два брака. По словам Льюиса, нет доказательств, что Бертран был женат дважды, кроме противоречивых утверждений хронистов.
- Французский иезуит XVII века Филипп Лаббе предположил, что первой женой Бертрана была ломбардка, а второй — Елена, дочь Оттона, и второй брак был заключён в июне 1095 года. При этом он называл первой женой не племянницу Матильды, а некую Махо, племянницу некоей Марузы[6].
- К. Девик[фр.] (1670—1734) и Ж. Виссет[фр.] (1685—1756) в 1 томе Общей истории Лангедока[фр.] (издан в 1730 году) выдвинули версию, согласно которой безымянная девушка, которая не была племянницей графини Матильды, стала женой Бертрана в 1088 году, но вскоре умерла, так и не оставив потомства, после чего он женился во второй раз[7]. К. Девик и Ж. Виссет утверждали, что матерью Понса была вторая жена Бертрана, Эли[8].

По словам К. Девика и Ж. Виссета, некоторые их современники предполагали, что женой Бертрана была Аделаида, дочь Раймона Бернара Транкавеля и Эрменгарды Каркассонской. Однако К. Девик и Ж. Виссет показали, что это невозможно.

## Биография

### Ранние годы
Многие современные историки писали, что Понс был достаточно взрослым в 1112 году, однако Ибн аль-Каланиси (единственный назвавший точную дату кончины Бертрана) сообщил, что в это время Понс был «маленьким мальчиком». Он не мог сам править, ему требовался опекун, он не был ещё посвящён в рыцари. Вильгельм Тирский в рассказе о событиях 1112 года назвал Понса «подростком» (возраст примерно до 14 лет). Вильгельм Мальмсберийский так же писал, что Понс был юн в начале своего правления. По предположению К. Льюиса, Понсу «не хватило всего пары лет до 14 в феврале 1112 года», поскольку он был подростком, но 15 лет — возраста совершеннолетия — ещё не достиг. Исходя из этого, он родился не в Сирии, а был привезён туда отцом, отправившимся в 1108—1109 годах в крестовый поход. Историк С. Рансимен описал Понса как «малолетнего» в 1108 году. В 1110 или 1111 году Понс подписал одну из хартий Бертрана, написанную в Триполи.

### В Антиохии
Отец Понса умер от внезапной болезни в 1112 году (или в самом конце 1111 года). Единственный хронист, точно датировавший смерть графа — Ибн аль-Каланиси — назвал 2 шабана 505 года Хиджры (3 февраля). Регенты графства Триполи, которые правили от имени Понса до его совершеннолетия, неизвестны. Ж. Ришар полагал, что они были «великими баронами» графства. Одним из вероятных кандидатов был военный констебль графства Роджер, Удалард из Понтиано и Понс из Грилионе. Велика вероятность присутствия в числе регентов кого-то из священников: епископа Триполи Альберта, архиепископа Апамеи и эль-Бары Петра, епископа Безье.
По сообщению Анны Комниной, после смерти Бертрана епископ Триполи Альберт хотел оставить себе деньги, которые византийцы передали на хранение отцу Понса. Епископ вернул деньги лишь после угрозы византийцев блокировать Триполи, а Понсу пришлось присягнуть Алексею I Комнину, как это делали его дед и отец. Советники юного графа решили, что для защиты графства Понсу необходимо получить поддержку князя Антиохии Танкреда Тарентского, ранее враждовавшего с Бертраном из-за спорных территорий. Танкред стал опекуном Понса, отношения между двумя государствами стали союзническими. Некоторое время — до своего до совершеннолетия — Понс проживал в Антиохии у Танкреда, который посвятил его в рыцари. Вильгельм Тирский писал, что Понс был у Танкреда «на службе». Территории, которые были ранее предметом споров между Танкредом и Бертраном — Тартус, Мараклею, Сафиту и Крак-де-Шевалье — Танкред передал Понсу как фьеф.
После смерти 12 декабря 1112 года Танкреда Понс жил в Антиохии у его преемника Рожера Салернского. В конце 1113 года Понс и Роджер отправились на помощь Балдуину I Иерусалимскому против армии сельджукского султана Мухаммеда Тапара, которую возглавлял атабек Мосула Мавдуд ибн Алтунташ. Только прибытие Рожера с Понсом дало возможность Балдуину спастись. Альберт Аахенский, Вильгельм Тирский и Ибн аль-Каланиси указывали, что Понс действовал не самостоятельно, а лишь сопровождал Роджера. Фульхерий Шартрский в сообщении об этой кампании Понса даже не упомянул.

### Возвращение в Триполи
Совершеннолетие Понса наступило не позднее 1115 года. Гийом Канцлер вообще не упоминал проживание Понса в Антиохии. Поскольку рассказ Гийома Канцлера начинается 29 ноября 1114 года, можно предположить, что к этому моменту Понс уже жил в Триполи и правил самостоятельно.
В 1115 году Понс принял участие в кампании против армии сельджукского султана, которой командовал «Бурсук», присоединившись с войском из 200 рыцарей и 2 000 пехотинцев к армии короля Иерусалима Балдуина I. В сентябре крестоносцы устроили засаду у холма под названием Тель-Данит около Сармина и разгромили противника. В этой кампании Понс был не просто сопровождающим, как в кампании 1113 года, а самостоятельным участником.
По пожеланию Танкреда, высказанному им на смертном одре (Вильгельм Тирский), Понс женился на его юной вдове, Сесилии, дочери короля Франции Филиппа I и Бертрады де Монфор. Вильям Мальмсберийский утверждал, что Танкред устроил брак Понса, видя в нём возможного сильного противника турок и защитника христиан. А. Крей писал, что брак был заключён не ранее 1115 года. Альберт Аахенский сообщал о заключении брака при описании событий «на второй год после смерти Мавдуда» (убит 2 октября 1113 года), относя её по времени к возвращению Понса из кампании против сельджуков.

### 1119—1122
Когда в 1119 году эмир Мардина и Алеппо Артукид Иль-Гази напал на земли Антиохийского княжества, Понс вместе с иерусалимским королём Балдуином II выступил на помощь Рожеру Салернскому. Фульхерий Шартрский описал Понса как одного из «союзников славного [Истинного] Креста». Рожер не стал дожидаться союзников и 28 июня 1119 года армия Антиохийского княжества была разгромлена на Кровавом поле. Понс и Балдуин прибыли к Антиохии уже после поражения и смерти Рожера. На подходе к Антиохии один из отрядов Иль-Гази напал на армию Понса, отстававшую от армии короля, но Понс без труда отбил нападение.
В 1122 году между королём Иерусалима и Понсом разгорелся конфликт. По словам Фульхерия Шартрского, «граф Понс отказал ему [королю Иерусалима] в повиновении». По словам С. Рансимена, причина этого неизвестна. Вильгельм Тирский утверждал, что Понс отказался приносить присягу королю «по чьему-то наущению». Балдуин собрал в Акре армию и двинулся на Триполи. Битвы удалось избежать благодаря посредничеству знати обоих государств. Хронист из Алеппо Ибн аль-Адим писал, что король был занят спором с графом. Продолжатель Истории Иерусалима Бальдерика Бургулийского, Лизиард Турский, утверждал, что Понс присягнул в 1122 году королю, но К. Льюис назвал это сообщение «ненадёжным».

### Самостоятельное правление
Графы Триполи оказывали военную помощь королям Иерусалима на протяжении двенадцатого века, но, по утверждению Ж. Ришара, после 1122 года они руководствовались не вассальными обязательствами, а чувством «христианской солидарности». Согласно Матвею Эдесскому, в 1126 году Понс формально признал сюзеренитет короля, но так же поступили Боэмунд II Антиохийский и Жослен I Эдесский.
В 1124 году Понсу было около 25 лет и он начал править самостоятельно. Триполи в 1109 году и Бейрут и Сидон в 1110 году перешли в руки крестоносцев, и Тир был самым северным портом, доступным флоту Фатимидского халифата. Понс принял участие в завоевании Тира вместе с другими лидерами государств крестоносцев и венецианцами, поскольку земли графства подвергались набегам Фатимидов. Вильгельм Тирский описывал пышное прибытие Понса к Тиру и подчёркивал вклад Понса на протяжении всей осады. Понс возглавил франкскую кавалерию и пехотинцев и не дал атабеку Дамаска Тугтегину подойти к Тиру на помощь осаждённым. Тугтегин предпочёл отступить в Дамаск. 29 июня Тир пал. Фульхерий Шартрский назвал графа «самым верным помощником королевства» в этой осаде.
Во время осады Тира Артукид Балак бен-Бахрам осаждал Манбидж. Фульхерий Шартрский писал, что Балак погиб в бою, его тело Балака было найдено, голову отрубили и привезли к стенам осаждённого Тира. В несколько изменённом виде версию повторил Гийом Тирский. Крестоносцы были рады смерти одного из опаснейших своих противников — доставивший весть и голову посланник был возведён в рыцарское звание. Церемонию провёл Понс, что указывает на его старшинство. С. Тезджан предполагал, что франки выбрали крупного убитого сельджукского воина (не Балака) и отправили его голову для показа осаждённым в Тире мусульманам как «доказательство» смерти Балака.
По мнению К. Льюиса, с начала 1120-х годов хронисты фиксировали, что войско Понса было не частью королевской армии, а отдельным подразделением. После захвата Тира над городом были подняты знамёна предводителей христианских войск; штандарт короля над городскими воротами, штандарт венецианского дожа над Зелёной башней и флаг графа Триполи над башней «Танария». С этого времени графство Триполи фигурирует в источниках как независимое и обособленное государство.

### Борьба с мусульманами
О жизни Понса в период после падения Тира мало точной информации. Готье Канцлер описывал события до 1122 года, Фульхерий Шартрский до 1126. Из латинских хронистов эти годы освещены лишь Гийомом Тирским, но его повествование после 1127 года К. Льюис назвал «ненадёжным». Вильгельм Тирский фиксировал только те кампании, в которых участвовала армия Иерусалима. События реконструируются историками на основе случайных упоминаний или документов. Понс продолжал принимать участие в военных кампаниях скорее как союзник, чем вассал короля. После осады Тира Понс с войском Триполи присоединился к армии короля Балдуина II против аль-Бурсуки. В 1125 году аль-Бурсуки снова напал на Антиохийское княжество. 11 июня 1125 года он потерпел поражение от крестоносцев в битве при Аазазе, в сражении участвовало и войско Понса.
В 1115 году Тугтегин захватил Рафанию , имевшую важное значение для обеспечения безопасности северной границы графства и позволявшую контролировать дорогу из Антиохии в Иерусалим.
Согласно Фульхерию Шартрскому, 13 марта 1126 года Понс с помощью Балдуина II осадил город. В 1126 году крестоносцы построили крепость Монферран недалеко от Рафании для облегчения нападения и обеспечения прикрытия при осаде. Город обстреливали из камнемётов восемнадцать дней и 31 марта 1126 город был сдан и возвращён графству.
В ноябре 1129 года армии крестоносцев напали на Дамаск. Армию возглавили Понс, король Балдуин II, Боэмунд II Антиохийский и Жослен I Эдесский. Они потерпели поражение и отступили, не дойдя до Дамаска. По словам Вильгельма Тирского, причиной неудачи были плохая дисциплина, плохая погода и грехи христиан. По словам К. Льюиса, это было последним известным нападение Понса на мусульман.

### Конфликт с королём
В 1131 году король Иерусалима Балдуин II умер. Трон Иерусалима занял граф Анжуйский Фульк. Вероятно, летом 1132 года Понс и Жослен Эдесский поддержали дочь Балдуина Алису в её претензиях на Антиохийское княжество. Понс отказался пропустить армию Фулька через свои земли, когда тот шёл к Антиохии, и король был вынужден обойти графство морем. Покончив с восстанием Алисы, Фульк выступил против Понса. Понс имел владения в Антиохийском княжестве: его жена, вдова Танкреда Сесилия, принесла ему как приданое крепости Арзган и Кастель Рудж (Хисн-Яхмур, Вади ибн аль-Ахмар) в долине Оронта, а крепость Хисн Саламия восточнее от Оронта он захватил. Армии Фулька и Понса сошлись в битве у Кастель Рудж. Понс проиграл и бежал. Тем не менее Фульк не пытался принудить Понса подчиниться. Хронист из Алеппо аль-Азими писал, что «армия Антиохии атаковала армию Триполи» в 1131/32 году и «бои между франками продолжались до тех пор, пока некоторые из них не были убиты». Ибн аль-Каланиси писал о битве между франками в ноябре — декабре 1132 года. Вероятно, конфликт длился с лета до начала зимы 1132 года. Вильгельм Тирский не писал о судьбе пленников, захваченных Фульком в битве, но современники из Алеппо (аль-Азими) и Дамаска (Ибн аль-Каланиси) сообщали, что «некоторые были убиты».
После восстания Понса против короля Фулька, дочь Понса Агнесса вышла замуж за Рено Мазуара II, сына Рено Мазуара I, чьи владения лежали между территориями Антиохийского княжества и графства Триполи. Возможно, именно Рено II Фульк поручил управление Антиохийским княжеством. Крепости Арзган и ар-Рудж вошли в её приданое.

### Последние годы
В октябре 1133 года атабек Алеппо и Мосула Имадеддин Занги напал на территории графства Триполи. Понс выступил против него с армией, но у Рафании потерпел крупное поражение. Немногим удалось укрыться в Монферране, но Занги осадил крепость. Понс смог ускользнуть и добраться до Триполи, откуда письмом попросил Фулька о помощи. Прибывшая армия короля вступила в битву с войском Занги. В итоге крестоносцы отступили к Рафании, а Занги к Алеппо. По словам Вильгельма Тирского, о помощи просил не Понс, а Сесилия. У Сидона король встретился с ней и она сообщила, что Занги осаждает её мужа в замке Монферран, и попросила помочь её мужу. Согласно К. Льюису, Вильгельм Тирский утверждал, что недавний враг Понса Фульк оказал помощь графу, поскольку в осаде в Монферране оказалась жена Понса, Сесилия, сестра Фулька по матери. Так или иначе, но отношения Понса с Фульком улучшились, а сын Понса женился на сестре королевы Мелисенды Годерне.
В 527 году хиджры (ноябрь 1132 года — октябрь 1133 года), по словам аль-Азими, «граф Триполи убил городских раи [местные вожди населения]», но не назвал причин казни. К. Льюис отмечает, что это случилось вслед за нападением Занги и в разгар одного из восстаний низаритов.
В этот период времени Понс решил отказаться от своих владений во Франции, поскольку больше не мог удерживать территории, отделённые морем.

### Смерть
В марте 1137 года года командующим армией Дамаска был назначен эмир Базвадж. Он напал на графство и дошёл до горы Паломников у ворот Триполи. Ранее мусульманские армии не подходили к городу так близко. Понс укрылся за городскими стенами, надеясь, что Базвадж уйдёт. Однако ему все же пришлось выступить из города с армией. Ибн аль-Каланиси писал, что битва произошла в аль-Куре, Вильгельм Тирский писал, что битва состоялась у горы Паломников, на которой стоит цитадель Триполи. Ибн аль-Каланиси сообщал, что Понс попал в засаду, которую устроил Базвадж. В ожесточённой битве крестоносцы потерпели поражение, а Понс и епископ города попали в плен. Епископа отпустили, видимо, не узнав, но граф был убит в плену. Михаил Сириец так же писал о засаде: «Ибн Санджиль выступил вперёд, но турки устроили ему засаду, убили всех франков, включая Ибн Санджиля, и сожгли огнём верхнюю часть Триполи». Вильгельм Тирский обвинил в смерти графа предательство сирийцев (местных христиан), живших на горе Ливан. Их часто отождествляют с маронитами, но, по мнению К. Льюиса, место пленения Понса в низменном районе аль-Кура говорит о причастности якобитов и несториан, но не маронитов. С. Рансимен утверждал, что Понс после поражения бежал в горы, но местный житель христианин выдал его. После этой победы Базвадж захватил замок Кастель Рудж и ещё один в аль-Куре.
Понсу наследовал сын Раймунд.

## Семья
Жена, Сесилия Французская, дочь короля Франции Филиппа I и Бертрады де Монфор.
- Сын, Раймунд. Женат на Годерне Иерусалимской, дочери иерусалимского короля Балдуина II и Морфии Мелитенской[1].
- Сын, Филипп[1].
- Дочь, Агнесса. Замужем за Рено Мазуаром II, сыном Рено Мазуара I[фр.][1].

## Система управления
Бароны графства происходили от вассалов графов Тулузы. Чиновничьи должности носили те же названия, что и в Иерусалиме, и функции чиновников совпадали. Городами управляли виконты.

## Личность и значение
По мнению Рансимена, Понс «был неплохим управленцем, но в то же время слабым политиком; постоянно стремился избавиться от сюзеренитета короля Иерусалима, но был слишком слаб для того, чтобы обрести независимость».
По словам К. Льюиса, «графство Триполи было обязано своим существованием как независимое государство Понсу и замечательной стабильности его правления». Совсем юным Понс унаследовал графство, увязшее в территориальных спорах с княжеством Антиохии и вассально зависимое от Иерусалима. Но его деятельность привела к тому, что династия сохранилась, а графство стало одним из независимых государств крестоносцев. По словам К. Льюиса, «графство Триполи, как его понимали последующие поколения историков, от Вильгельма Тирского до наших дней, было творением» Понса.